# アイ・カム・ウィズ・ザ・レイン
『アイ・カム・ウィズ・ザ・レイン』（原題：I Come with the Rain）は、トラン・アン・ユン監督による2008年公開のフランスの映画。キリストの受難を題材にしている。

## あらすじ
2年前のある猟奇連続殺人事件をきっかけにトラウマを抱え、刑事を辞職したクラインは、ある製薬系大企業創設者の大富豪から行方不明の息子・シタオを探し、連れ戻して欲しいとの依頼を受ける。早速、最後にシタオが目撃されたというフィリピンのミンダナオに行くと、彼が7ヵ月前に殺されたと知らされる。しかし、死んだはずのシタオが香港にいるらしいとの情報を得たクラインは、刑事時代の友人で香港の刑事であるジョー・メンジーに協力してもらい、共にシタオを探すことにする。
一方、香港マフィアのボス、ス・ドンポも、ある事情からシタオを追っていた。

## キャスト
※ 括弧内は日本語吹替
- クライン - ジョシュ・ハートネット（平田広明）
- シタオ - 木村拓哉（木村拓哉）
- ス・ドンポ - イ・ビョンホン（阪口周平）
- リリ - トラン・ヌー・イエン・ケー（林真里花）
- メンジー - ショーン・ユー（加瀬康之）
- ハシュフォード - イライアス・コティーズ（山路和弘）

## スタッフ
- 監督・脚本：トラン・アン・ユン
- 製作：フェルナンド・サリシン、ジョン・カゼ、ジャン＝ピエール・マノワ
- 音楽：レディオヘッド、グスターボ・サンタオラヤ
- 撮影：フアン・ルイス・アンチア
- 編集：マリオ・バティステル
- 韓国配給：CJエンタテインメント
- 日本配給：ギャガ
- 提供：フジテレビジョン、ジェイ・ドリーム、エイベックス・エンタテインメント、博報堂DYメディアパートナーズ、ギャガ